# Amit Elor
Amit Elor (* 1. Januar 2004 in Walnut Creek) ist eine US-amerikanische Ringerin.

## Karriere
Elor wurde 2021 erstmals U20-Weltmeisterin im Ringen. In den beiden Folgejahren verteidigte sie ihren Titel erfolgreich und gewann zusätzlich 2022 und 2023 auch die U23-Weltmeisterschaften.
Bei den Erwachsenen feierte sie 2022 den Gewinn des Weltmeistertitels in der Gewichtsklasse bis 72 kg. 2023 verteidigte sie diesen Titel und wurde außerdem Panamerikameisterin.
2024 gelang ihr der größte Erfolg ihrer bisherigen Karriere: Elor gewann bei den Olympischen Spielen in Paris die Goldmedaille im Halbschwergewicht.